# Mc Group

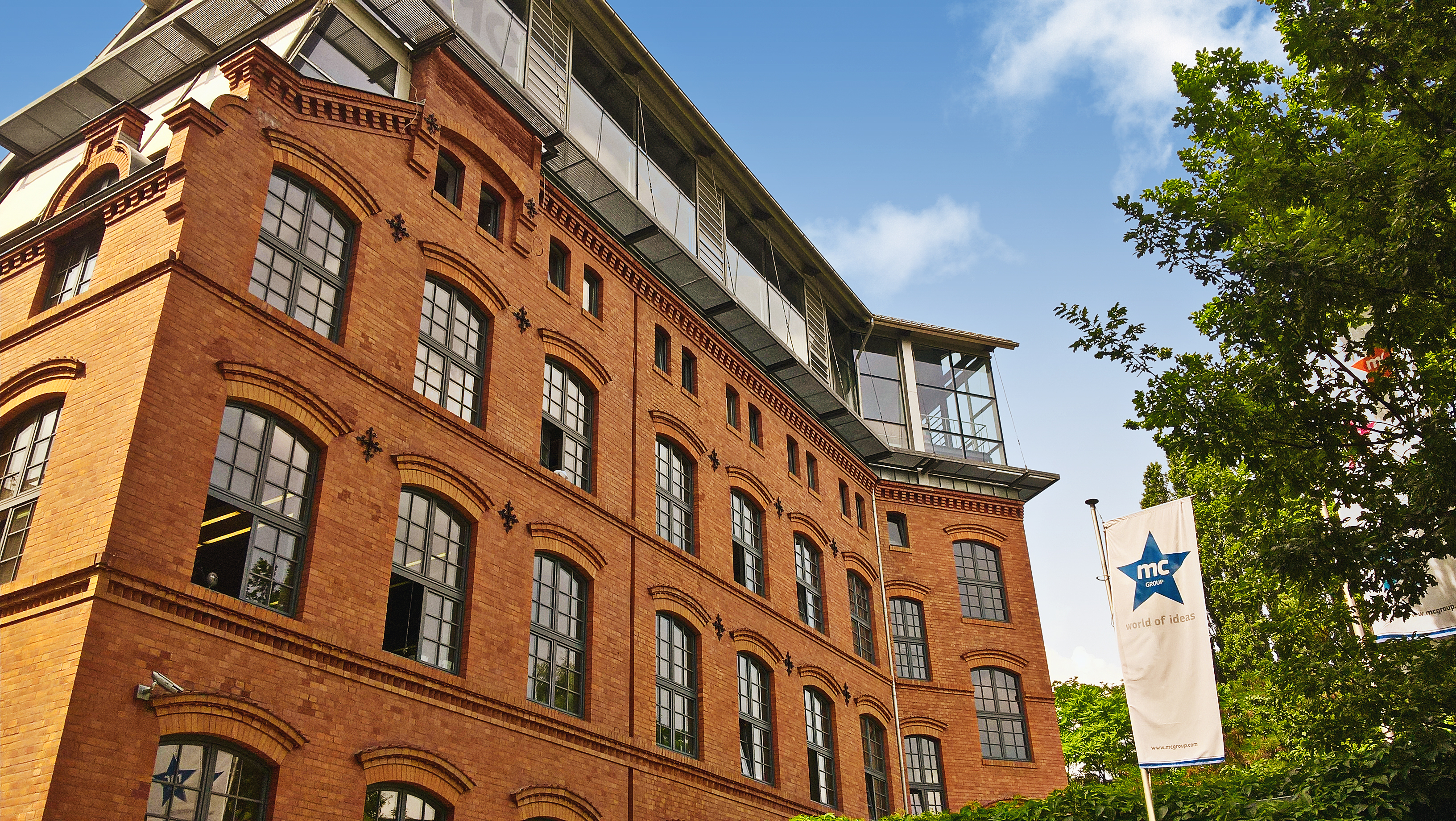
Hauptsitz in Berlin (2017)

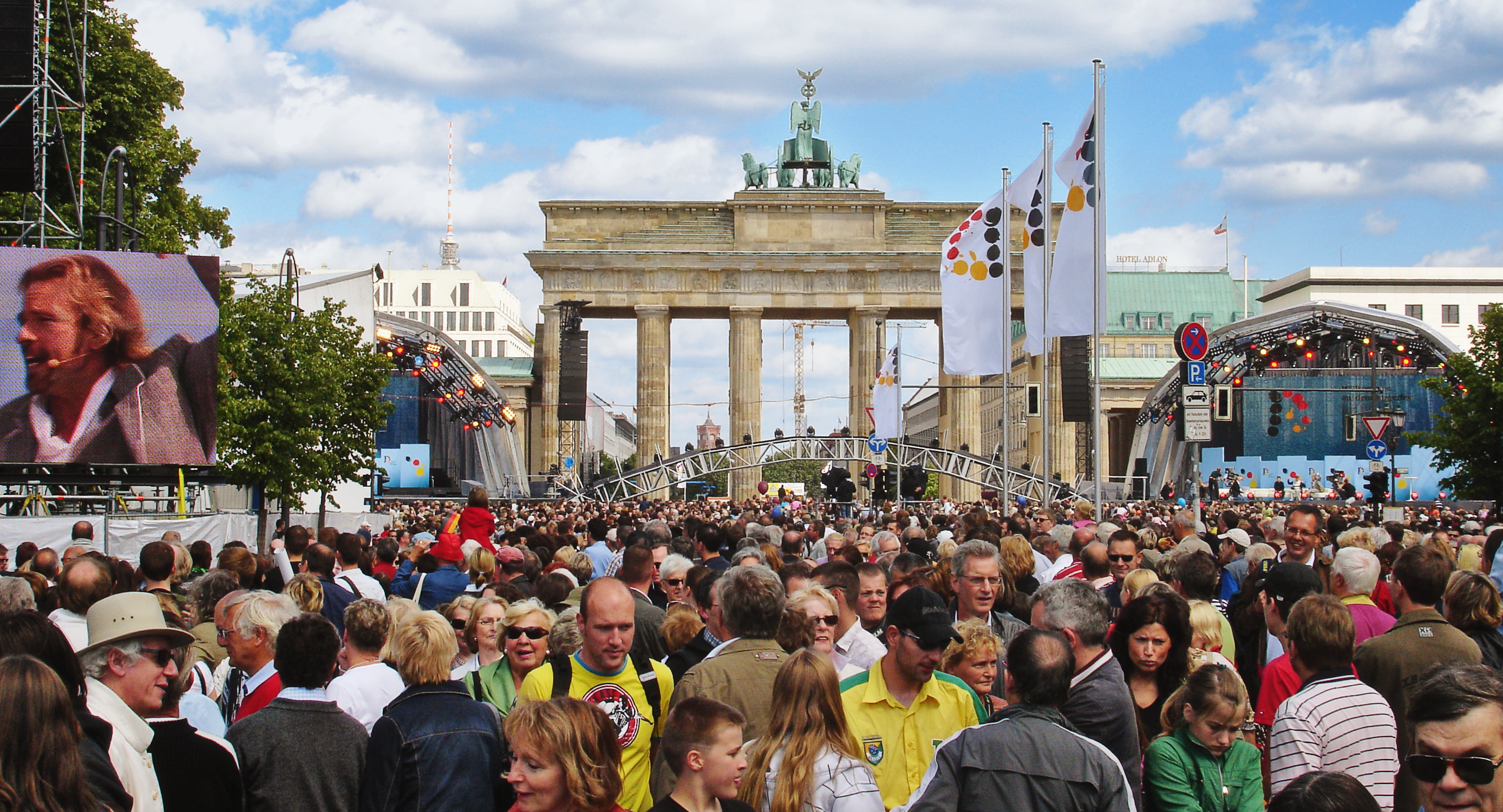
Bild vom durch die MC Group durchgeführten Bürgerfest anlässlich des 60. Jahrestags der Ratifizierung des Grundgesetzes (2009)

Die MC Group International Holding AG (Eigenschreibweise MC Group, früher Media Consulta) ist eine PR- und Werbeagentur. Sie wurde 1993 in Köln gegründet, seit dem Jahr 2000 befindet sich der Hauptsitz in Berlin.
Die MC Group ist die sechstgrößte deutsche Kommunikationsagentur und die drittgrößte deutsche Werbeagentur. Das Unternehmen nimmt weltweit den 13. Platz und in Europa den zweiten Platz ein. Die MC Group verfolgt einen integrierten Kommunikationsansatz und bietet Dienstleistungen in verschiedensten Bereichen an. Zur Unternehmensgruppe gehören über 80 Agenturen auf allen Kontinenten. Kunden sind zum Beispiel die EU-Kommission, das Bundeskanzleramt und das Bundespresseamt.

## Geschichte

### Anfänge in Sport und Wirtschaft
1993 gründete Harald Zulauf Media Consulta in Köln. Zulauf war zuvor bereits als Journalist und PR-Berater tätig. Die „Media Consulta Deutschland GmbH“ wurde am 17. September des Jahres ins Handelsregister eingetragen. Da der Sport immer wichtiger für die werbetreibende Wirtschaft wurde, entwickelte sich das Sportmarketing zum Schwerpunkt von Media Consulta. Das Unternehmen übernahm beispielsweise die Kommunikation großer Tennisturniere, einschließlich der ATP World Tour. Ein weiteres Arbeitsfeld war die Formel 1. Größere Aufmerksamkeit erhielt Media Consulta für die Arbeiten im Fußball: Beispielsweise veröffentlichte man anlässlich der Fußball-Europameisterschaft 1996 in England einen Timer mit einer Rekordauflage von 300.000 Stück. Der Elektrogerätehersteller Braun wurde im Umfeld der Fußball-Weltmeisterschaft 1998 positioniert.

### Aufträge aus der Politik
Bis Ende der 1990er Jahre rückte Media Consulta zu den führenden deutschen Kommunikationsdienstleistern gemessen am Umsatz auf. 1998 kam dann mit dem Deutschen Bundestag der erste politische Kunde zu Media Consulta. Der Auftrag des Parlaments umfasste unter anderem auch das offizielle Magazin „Blickpunkt Bundestag“. 1999 erhielt Media Consulta einen Millionenauftrag des brasilianischen Außenministeriums und der Vereinten Nationen, um das Ansehen des Landes in Deutschland zu verbessern. Die politische Kommunikation rückte zunehmend in den Fokus der Agentur, ebenso wie die Öffentlichkeitsarbeit für große internationale Unternehmen und die Spitzenverbände der Wirtschaft. Mit dem Umzug des Deutschen Bundestags von Bonn nach Berlin eröffnete Media Consulta einen Standort in der Hauptstadt. Das Unternehmen ließ sich in einer denkmalgeschützten ehemaligen Schuhfabrik am Köllnischen Park in Berlin-Mitte nieder. Daneben baute Media Consulta auch seinen Standort Köln weiter aus.

### Internationalisierung
Nach der Jahrtausendwende wurde aus „Media Consulta“ die „mc Group“. Das Unternehmen expandierte in andere Mitgliedstaaten der Europäischen Union. Daraufhin vergab beispielsweise die Generaldirektion für Presse und Kommunikation ihren Etat an die MC Group. In den folgenden Jahren wurde ein Netzwerk spezialisierter Agenturen aufgebaut, etwa für klassische Werbung oder die Film- und Fernsehproduktion. 2005 eröffnete man in New York City und Moskau die ersten Büros außerhalb Europas. Später folgten weitere Niederlassungen in Brasilien, China und Indien. Um der Internationalisierung Rechnung zu tragen, wurde 2006 die „Media Consulta International Holding AG“ gegründet. Sie fungiert als Dachgesellschaft der Unternehmensgruppe. Auch im Heimatmarkt gewann die MC Group weitere namhafte Kunden, zum Beispiel das Bundespräsidialamt und den Discounter Lidl.

### Marktführerschaft
International zählte die MC Group spätestens seit 2008 zu den führenden Dienstleistern im Bereich der Öffentlichkeitsarbeit. In Deutschland war das Unternehmen für mehrere Jahre die zweitgrößte deutsche Kommunikationsagentur nach Ketchum GmbH. 2011 überholte die MC Group dann erstmals die Konkurrenz. Zu den größten Etats der letzten Jahre zählen die Kommunikation für das Deutschlandjahr 2013/2014 in Brasilien sowie die internationale Kampagne „Make it in Germany“ der Bundesministerien für Wirtschaft und Arbeit. Außerdem war die MC Group für den Flughafen Berlin Brandenburg tätig.

## Struktur

### Rechtsform und Gremien
Dachgesellschaft der MC Group ist die „Media Consulta International Holding AG“. Es handelt sich um eine Aktiengesellschaft nach deutschem Recht. Zweck des Unternehmens ist laut Satzung die „internationale Kommunikationsarbeit für Wirtschaft, Medien, Politik und Sport“ sowie alle damit verwandten Geschäfte. Das Grundkapital beläuft sich auf rund zwei Millionen Euro. Nicht alle Gesellschaften der MC Group werden in den Jahresabschluss der Dachgesellschaft einbezogen. Es besteht aber eine umsatzsteuerliche Organschaft mit der Holding.
Die MC Group wird durch einen Vorstand aus einer oder mehreren Personen vertreten. Derzeit ist er mit Harald Zulauf besetzt. Der Aufsichtsrat des Unternehmens muss mindestens drei Mitglieder haben. Im Geschäftsjahr 2015 waren dies Ingo Frieske, Marcus Glasmacher und Peter Holzaepfel (Vorsitzender).

### Bereiche und Standorte
Unter dem Dach der Media Consulta International Holding gibt es sechs Geschäftsbereiche, sogenannte Units. Dabei handelt es sich um spezialisierte Fachagenturen für Werbung („mc Advertising“), digitale Kommunikation („mc Digital“), Eventmarketing („mc Event“), Corporate Publishing („mc Corporate Publishing“), Filmproduktion („mc TV & Filmproduktion“) und Sportmarketing („mc Sport & Entertainment“). Neben den Tochtergesellschaften, die unter der Marke MC Group auftreten, gibt es mit der Maximum Media GmbH, der Global Translate GmbH und der Global Travel GmbH drei weitgehend unabhängig operierende Unternehmen.
Seit 2012 ist das internationale Geschäft in kontinentalen Hubs gebündelt. Derzeit gibt es davon sieben in Brüssel, Dubai, Johannesburg, Moskau, New York City, São Paulo und Singapur. Weltweit gehören über 80 Agenturen zum Netzwerk der MC Group.